# Гезан
Гезан или Гезани Поён (тадж. Ғезан) — посёлок в Пенджикентском районе Согдийской области Таджикистана
Административно входит в состав Могиенского джамоата.